# Яметин
Яметин — город в центральной части Мьянмы, на территории административного округа Мандалай. Административный центр одноимённого района.

## Географическое положение
Город находится в южной части провинции, на берегу водохранилища Кьени Танк (Kyeni Tank), на расстоянии приблизительно 70 километров к северо-северо-востоку (NNE) от столицы страны Нейпьидо. Абсолютная высота — 177 метров над уровнем моря.

## Население
По оценочным данным 2013 года численность населения города составляла 47 190 человек.

## Экономика и транспорт
Основу экономики составляет сельскохозяйственное производство. В окрестностях города выращивают рис, сахарный тростник, кукурузу и просо.

Сообщение Яметина с другими городами Мьянмы осуществляется посредством автомобильного и железнодорожного видов транспорта. Ближайший гражданский аэропорт расположен в городе Хехо.